# Joachim Coeler
Joachim Coeler (* 1. Juni 1891 in Posen; † 14. Mai 1955 in Garmisch-Partenkirchen) war ein deutscher General der Flieger der Luftwaffe im Zweiten Weltkrieg.

## Militärische Biografie

### Frühe Jahre und Erster Weltkrieg
Coeler trat am 1. April 1912 der Kaiserlichen Marine bei, wo er der Crew 12 zugeteilt wurde. Seine infanteristische Grundausbildung absolvierte er bis 13. Mai 1912 an der Marineschule Mürwik in Flensburg-Mürwik. Anschließend erfolgte vom 14. Mai 1912 bis Ende März 1913 seine praktische Bordausbildung als Kadett auf dem Schulschiff Vineta. Nach dem Offizierslehrgang an der Marineschule Mürwik, der vom April 1913 bis Ende März 1914 angedauert hatte, absolvierte Coeler bis Ende Juli 1914 einen Artillerie- und einen Torpedolehrgang. Zum 31. Juli 1914 wurde er der II. Matrosen-Division zugeteilt, von wo aus Coeler am 7. August 1914 auf das Linienschiff Brandenburg abkommandiert wurde. Mit diesem fuhr Coeler nach Ausbruch des Ersten Weltkrieges unter Kapitän zur See Karl von Müffling jedoch nur im Küstenwachdienst. Zum 6. März 1915 wechselte Coeler zum Marineflugwesen über, wo er eine Flieger- und Flugzeugführerausbildung absolvierte. Anschließend flog er bei der I. Seefliegerabteilung in Putzig, Kiel-Holtenau und Flensburg. Er avancierte bis Ende Dezember 1917 zum Oberleutnant zur See und erhielt für sein Wirken beide Klassen des Eisernen Kreuzes.

### Zwischenkriegsjahre
Anfang Juli 1919 kam Coeler zur Seefliegerabteilung der Nordsee, welche im gleichen Monat aus der II. Seefliegerabteilung gebildet worden war. In dessen Verband wurde er bis Ende Mai 1920 zur Verfügung gehalten. Nach dem Verbot der Militärfliegerei aufgrund des Versailler Vertrags, fungierte Coeler bis Mitte Oktober des gleichen Jahres als Zugführer im Küstenwehrregiment Wilhelmshaven. Am 19. Oktober 1920 wurde er von dort kommend als Kompanieführer der I. Abteilung der Schiffsstamm-Division der Nordsee zugeteilt und am 1. Januar 1924 zum Kapitänleutnant befördert. Zugleich wurde er während dieser Zeit zum Schiffsstamm der Brandenburg geführt. Am 1. März 1922 kehrte Coeler auf dieses Schiff zurück, wo er bis zum 20. Januar 1924 als Divisions- und Wachoffizier eingesetzt war. Anschließend erfolgte bis zum 22. September 1925 sein Einsatz als Kompanieführer bei der Küstenwehrabteilung II (Wilhelmshaven). Vom 23. September 1925 bis Ende Mai 1926 agierte Coeler als Marine-Nachrichtenoffizier. Zum 1. Juni 1926 wechselte er zur Marineleitung über, wo er bis zum 19. März 1930 als Referent der Seetransport-Abteilung, später in der dortigen Luftschutzgruppe agierte. Am 20. März 1930 wurde Coeler zum II. Navigationsoffizier und Adjutant auf der Schleswig-Holstein ernannt. Im Anschluss war er ab Februar 1931 Navigationsoffizier auf der Hessen und stieg am 1. Oktober 1931 zum Korvettenkapitän auf. Vom 27. September 1932 bis 30. September 1933 stand Coeler bei der Marineleitung „zur Verfügung“ und fungierte als Leiter des Flieger-Versuchs-Kommandos in Warnemünde.
Zum 1. Oktober 1933 trat Coeler zu der im Aufbau begriffenen Luftwaffe über, wo er am 1. August 1934 zum Oberstleutnant befördert wurde und bis Ende September 1934 als Kommandeur der Seebeobachterschule in Warnemünde Verwendung fand. Zugleich war er vom 29. März an mit der Wahrnehmung der Geschäfte als Kommandeur der Fliegerschule See beauftragt. Zum 1. Oktober 1934 wechselte Coeler zum Luftkreis-Kommando VI (See) in Wilhelmshaven, wo er bis Ende März 1935 als Leiter der dortigen Verbindungsstelle und später beim Stab des Inspekteurs der Seeflieger fungierte. Seit 1. April 1936 Oberst, hatte er dort bis 4. Februar 1938 die Stellung des Inspekteurs der Seeflieger inne. Diese Stellung hielt Coeler auch nach der Umbenennung seiner Dienststelle in das Luftwaffen-Kommando See (mit Wirkung zum 4. Februar 1938) bis Ende Januar 1939 inne, die zwischenzeitlich nach Kiel verlegt worden war. Als Generalmajor (seit 1. Januar 1939) wurde Coeler im Februar 1939 „zur besonderen Verwendung“ an das Reichsluftfahrtministerium (RLM) nach Berlin abkommandiert. Mit Wirkung zum 1. April 1939 wurde er dort zum Führer der Marineluftstreitkräfte (FdLuft) ernannt. Er trat damit die Nachfolge von Hans Geisler an.

### Zweiter Weltkrieg
Die Dienststelle des FdLuft wurde Ende Juni 1939 in den Führer der Marineluftstreitkräfte West (FdLuftWest) und dem Führer der Marineluftstreitkräfte Ost (FdLuftOst) geteilt, wobei Coeler vom 30. Juni 1939 bis 25. April 1940 als FdLuftWest fungierte. In dieser Funktion waren seine Verbände in der ersten Phase des Zweiten Weltkrieges u. a. mit der Verminung britischer Hoheitsgewässer in der Nordsee betraut. Gleichzeitig fungierte Coeler vom 1. Februar bis 15. Oktober 1940 als Kommandeur der 9. Flieger-Division, die u. a. mit dem Kampfgeschwader 4 sowie dem Kampfgeschwader 40 bei der Luftschlacht um England beteiligt waren. In dieser Eigenschaft erhielt er am 12. Juli 1940 das Ritterkreuz des Eisernen Kreuzes und wurde am 19. Juli 1940 Generalleutnant.
Zum 16. Oktober 1940 wurde die 9. Flieger-Division in das IX. Fliegerkorps umgewandelt zu dessen ersten Kommandierenden General Coeler ernannt wurde. Das Korps unterstand zunächst der Luftflotte 2, dann der Luftflotte 3 mit Gefechtsstand in Soissons und Beauvais in Nordfrankreich. Coler wurde am 1. Januar 1942 General der Flieger und am 15. Februar 1942 im Wehrmachtbericht genannt. Am 13. Dezember 1942 gab er das Korps an Generalleutnant Stefan Fröhlich ab, der es zum 29. Dezember 1942 übernahm und wechselte bis Ende April 1943 in die Führerreserve über. Am 30. April 1943 wurde Coeler zum Kommandieren General des in Tutow neuaufgestellten XIV. Fliegerkorps ernannt, welches als Generalkommando für die Transportverbände zuständig war. Am 29. August 1944 wurde das Generalkommando in den General der Transportflieger umbenannt, dessen Kommandierender General Coeler bis zu dessen Auflösung am 4. Februar 1945 blieb. Anschließend, ohne Kommandofunktion, wurde Coeler der Luftflotte Reich „zur Verfügung“ zugewiesen und schließlich, kurz vor Kriegsende, erneut in die Führerreserve versetzt. Eine Kriegsgefangenschaft folgte nicht.
Nach dem Krieg lebte Coeler zurückgezogen in Garmisch-Partenkirchen, wo er 1955 verstarb.